# 漱口

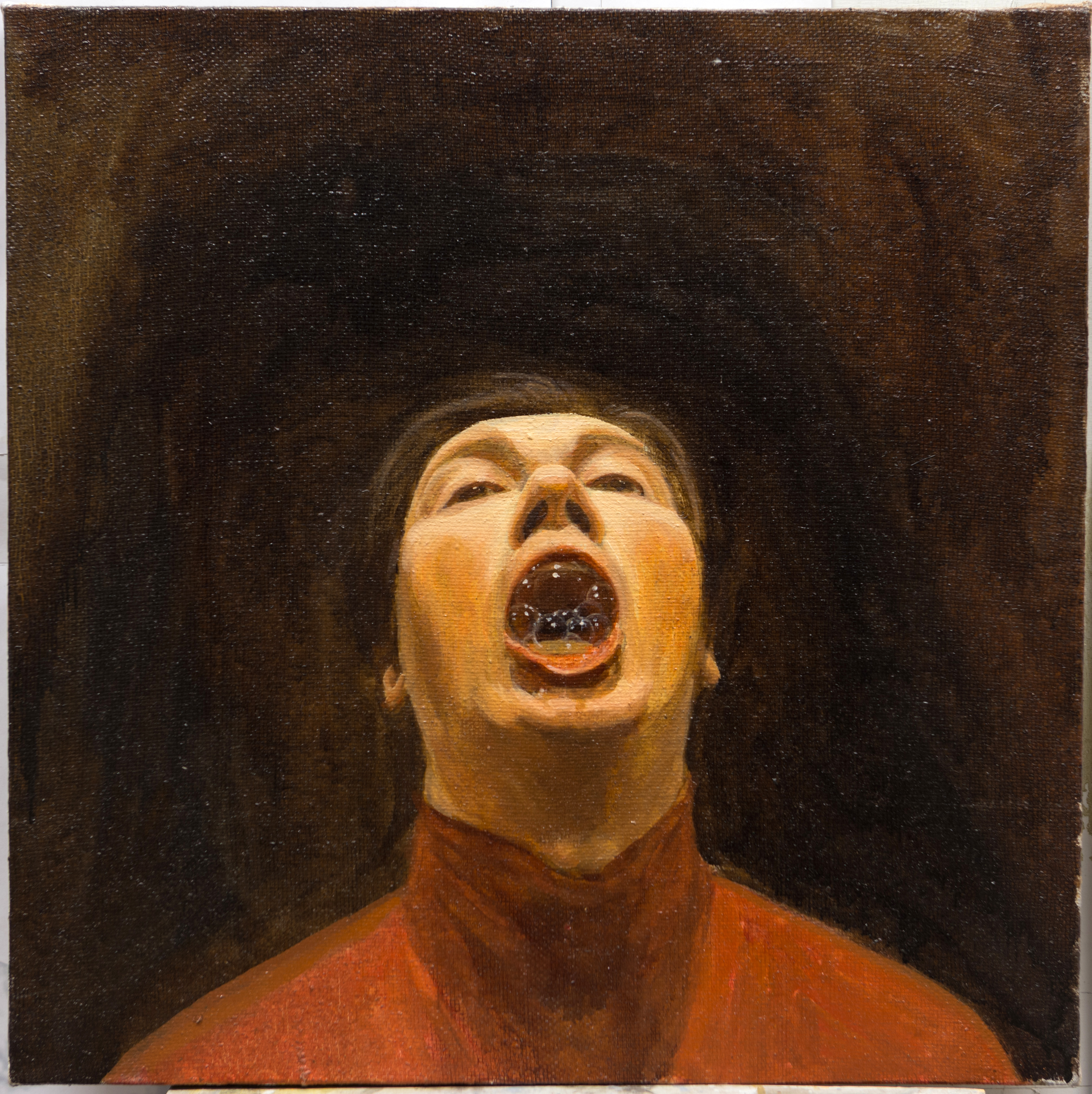
帕维尔·奥特洛诺夫画作《含漱》

漱口指的是将液体置于口中用于清洗的行为。其中洗口指的是清洗口腔本身，可以是纯粹静态不动，也可以是通过移动口周肌或晃头来让液体移动。含漱指的则是清洗喉咙的行为：通过仰头使液体盖过咽喉，然后呼气使液体冒泡振动。
漱口这一行为的历史较为悠久。隋代巢元方的《诸病源候论》就有用富含氟离子的茶洗口的记载。唐代的《外台秘要》提到“漱口三咽之”，属于对含漱的记载。西方也有用温盐水含漱缓解喉咙痛的偏方。